# Damien Deroubaix
Damien Deroubaix (* 1972 in Lille) ist ein französischer Maler, Bildhauer und Holzschneider.

## Leben und Karriere
Damien Deroubaix wurde an der Ecole des Beaux Arts de Saint-Etienne und an der Akademie der Bildenden Künste Karlsruhe ausgebildet. Er lebt und arbeitet in Berlin. Neben Zeichnungen und Holzschnitten fertigt er vor allem auch Collagen und Installationen an. Thema seiner Arbeiten sind meist apokalyptische Szenerien.
In seinen Werken wurden schon „Zitate aus dem germanischen Dunstkreis“ und Bezüge zu Hans Holbein, Otto Dix, Max Beckmann und Martin Kippenberger gesehen,  aber auch Einflüsse von Mike Kelley und Raymond Pettibon.

## Ausstellungen
- "la belle peinture est derrière nous", Antrepo 5, Istanbul, Turkey 2010
- Fantasmagoria, Les abattoirs, Musée d´art Moderne et Contemporain Toulouse, France 2010
- 10 ans du prix duchamp, Musée d´art Moderne et Contemporain Strasbourg
- Die Nacht, Kunstmuseum St. Gallen, St. Gallen, Switzerland, 2010
- Comma19, Bloomberg Space, London, 2010
- Die Nacht, Saarlandmuseum Saarbrücken, Saarbrücken, Germany, 2009
- Apokalyptische Reiter, URDLA, Villeurbanne, France
- Es werde Dunkel! Nachtdarstellungen in der zeitgenössischen Kunst, Kunstmuseum Mülheim an der Ruhr, Mülheim/Ruhr, 2010,
- Damien Deroubaix, Nosbaum & Reding, Luxemburg, 2009
- La Force de l' Art 02, Grand Palais, Paris, 2009
- Hello Summer, Gallery Poulsen, Kopenhagen, 2008
- The Last Ten Shots, Bongout Showroom, Berlin, 2008
- Molluskkollektiv, Bongout Showroom, Berlin, 2008
- De leur temps (2), Musée de Grenoble, 2007
- Nosbaum & Reding Artnews Projects, Berlin, 2007
- Damien Deroubaix, in SITU fabienne leclerc, Paris, 2007
- INKY TOY AFFINITAS, Cerealart, Philadelphia, 2007
- Peintures/Malerei, Martin Gropius Bau, Berlin, 2006
- Urbane Realitäten: Fokus Istanbul, Martin Gropius Bau, Berlin, 2005
- Rheinschau 2004, Rheinschau, Köln, 2004
- Damien Deroubaix, in SITU fabienne leclerc, Paris, 2003

## Werke in öffentlichen Sammlungen
Werke von Damien Deroubaix befinden sich im Besitz von
- Fonds National d’Art Contemporain (FNAC), Puteaux
- Fonds Régional d’Art Contemporain Basse-Normandie (FRAC), Caen
- Kunstmuseum St. Gallen
- Museu Colecção Berardo, Lissabon
- Musée d’Art Moderne Centre Georges Pompidou, Paris
- Musée d’Art Moderne et Contemporain, Straßburg
- Musée d’Art Moderne Grand-Duc Jean (MUDAM), Luxemburg
- The Museum of Modern Art, New York
- Saarlandmuseum Saarbrücken